# Philipp Eggers
Philipp Bernhard Eggers (* 9. Juli 1929 in Bochum; † 22. Januar 2016 ebenda) war ein deutscher Jurist und Erziehungswissenschaftler. Ab 1972 war er ordentlicher Professor und Direktor des Instituts für Erziehungswissenschaft an der Philosophischen Fakultät der Universität Bonn.

## Leben
Philipp Eggers war der Sohn des Kaufmanns und Geschäftsführers Friedrich Karl Eggers († 1956) und dessen Ehefrau Elisabeth Theresia Eggers, geborene König. Er studierte nach seinem Abitur 1951 Katholische Theologie, Rechts- und Staatswissenschaften, sowie Erziehungs- und Sozialwissenschaften an den Universitäten Heidelberg, Münster und Würzburg. Seit 1954 war er Mitglied der katholischen Studentenverbindung VKDSt Saxonia Münster im CV. Nach Tätigkeiten in der Finanzverwaltung sowie als Lehrer wurde Eggers 1961 Wissenschaftlicher Assistent am Erziehungswissenschaftlichen Seminar der Universität Heidelberg bei Hermann Röhrs.
Dort wurde er im selben Jahr zum Dr. phil., in Würzburg 1976 zum Dr. iur. utr. promoviert. Als außerplanmäßiger Dozent für Schulpädagogik der Universität Bonn wirkte er ab 1966 an der Pädagogischen Hochschule Rheinland (Abteilung Bonn). 1969 wurde er Dozent der RWTH Aachen an deren Pädagogischer Fakultät und Privatdozent an der Sozialwissenschaftlichen Fakultät der Universität von Amsterdam, ein Jahr später Wissenschaftlicher Rat und Professor für Allgemeine Pädagogik an der Pädagogischen Hochschule Rheinland (Abteilung Aachen).
Eine außerplanmäßige Professur an der Universität Heidelberg übernahm der umhabilitierte Eggers 1972; ein Jahr später wurde er auf den Lehrstuhl Erziehungswissenschaft an der Universität Bonn berufen. Weitere Lehrtätigkeiten führten den ledigen Katholiken an die Katholische Universität Eichstätt-Ingolstadt sowie 1991 als DAAD-Gastprofessor an die Berliner Humboldt-Universität. An der Ernst-Moritz-Arndt-Universität Greifswald wirkte er als Gründungsbeauftragter der Institute für Pädagogik und Psychologie. Er hatte eine Honorarprofessur an der Katholischen Universität Eichstätt-Ingolstadt, Campus Eichstätt, inne.

## Tätigkeitsschwerpunkte
In seiner wissenschaftlichen Tätigkeit widmete sich Philipp B. Eggers vor allem der geisteswissenschaftlichen Pädagogik in der Tradition Wilhelm Flitners und beschäftigt sich mit der Rechtsphilosophie Günther Küchenhoffs. Interdisziplinarität ist für Eggers – das zeigt sein Werdegang – eine Notwendigkeit.
Über seine universitäre Tätigkeit hinaus engagierte sich Eggers in der Aus- und Weiterbildung von Priestern (etwa am Studienhaus St. Lambert in Burg Lantershofen im Rahmen der spätberufenen Priesterausbildung) sowie in der Erwachsenenbildung. Am 1985 erschienenen vierten Band von Deutsche Verwaltungsgeschichte war er als Mitarbeiter beteiligt.

## Ehrungen und Auszeichnungen
- Hedwigsmedaille des Bistums Berlin in Bronze (1969)
- Ehrendoktorwürde der Universidad de San Buenaventura in Bogotá-Medellin-Cali, Kolumbien (1980)
- Komturkreuz des Gregoriusordens (1990)
- Bundesverdienstkreuz am Bande des Verdienstordens der Bundesrepublik Deutschland (1999)

## Publikationen (Auswahl)
- Der Persönlichkeitsbegriff bei Karl Marx und in der katholischen Soziallehre. Dissertation Universität Heidelberg 1961.
- Gesellschaftspolitische Konzeptionen der Gegenwart. Demokratischer Sozialismus. Marxismus. Kath. Soziallehre. Neoliberalismus . Kohlhammer, Stuttgart et al. 1969 (abweichender Umschlagstitel).
- (als Herausgeber): Hochschulgesetze des Bundes und der Länder. Bock, Bad Honnef 1970
- Erziehung und Gesellschaft. 1970.
- als Mitherausgeber: Hochschulgesetze des Bundes und der Länder. 1972 ff.
- (als Herausgeber, mit Franz Steinbacher): Sexualpädagogik. Klinkhardt, Bad Heilbrunn 1976, ISBN 3-7815-0256-2.
- Die Entwicklung der Jugendwohlfahrtsgesetzgebung in der Bundesrepublik Deutschland unter besonderer Berücksichtigung der Ordnungsprinzipien Subsidiarität und Solidarität. Ein Beitrag zur Entwicklung des Rechtsstaates zum Sozialstaat. Bock & Herchen, Bad Honnef 1979 (zugl. Dissertation Universität Würzburg 1976).
- (als Herausgeber mit Franz Steinbacher): Soziologie der Erwachsenenbildung (= Handbuch der Erwachsenenbildung. Band 6). Kohlhammer, Stuttgart et al. 1977, ISBN 3-17-001721-7.
- als Mitherausgeber: Bund transparent. 1984.
- (mit Franz Steinbacher): Pädagogische Soziologie. Klinkhardt, Bad Heilbrunn 1979, ISBN 3-7815-0384-4.
- Bergpredigt und Volksbildung. 1985.
- Fell, Margret; Hablitzel, Hans; Wollenschläger, Michael (Hgg.): Erziehung – Bildung – Recht. Beiträge zu einem interdisziplinären und interkulturellen Dialog. Festschrift für Philipp Eggers zum 65. Geburtstag. Duncker & Humblot, Berlin 1994.